# تراپیست-۱
تراپیست-۱ (انگلیسی: TRAPPIST-1) که 2MASS J23062928-۰۵۰۲۲۸۵ نیز نامیده می‌شود، یک ستارهٔ کوتولهٔ فراسرد است که در فاصلهٔ ۴۰٫۷ سال نوری (۱۲٫۵ پارسک) از زمین است و درجه حرارت سطحی آن ۲٬۵۶۶ کلوین (۲٬۲۹۳ °C) است. جرم این ستارهٔ کوچک ۹ درصد جرم خورشید است و در مقیاس ستاره‌ای اندکی پرجرم‌تر از مشتری به‌شمار می‌رود. برآورد سنی این منظومه و ۷ سیاره فراخورشیدی تأیید در مدار آن ۷٫۶ بیلیون سال است که از منظومهٔ شمسی مسن‌تر است. این ستاره در راستای صورت فلکی دلو قرار دارد و بسیار کم‌سو است.
تیمی از اخترشناسان در مؤسسهٔ اخترفیزیک و ژئوفیزیک دانشگاه لیژ بلژیک با استفاده از تلسکوپ تراپیست در رصدخانهٔ لاسیا واقع در بیابان آتاکامای شیلی به رصد این ستاره و سیارات واقع در مدار آن پرداختند. آن‌ها با استفاده از روش‌های یافتن سیاره‌های فراخورشیدی سه سیاره در اندازهٔ زمین را کشف کردند که به دور این ستاره گردش می‌کنند. رصدهای این تیم از سپتامبر تا دسامبر ۲۰۱۵ انجام شد و یافته‌های آن در مهٔ ۲۰۱۶ در نشریهٔ نیچر منتشر گردید. این سیاره‌ها هنگام عبور از مقابل قرص ستارهٔ مادر خود باعث کاهش نوری اندکی در منحنی نوری آن می‌شدند. اخترشناسان به دلیل جذابیتی که این گذر سه‌گانه داشت به ادامهٔ رصدها و مطالعات خود از این منظومه ادامه دادند که همین ابزاری برای کشف این سیاره‌ها را فراهم آورد. قرار گرفتن مداری این سیاره‌ها در زاویه‌ای که از دید ناظر زمینی آن‌ها در هر دور مداری از مقابل قرص ستارهٔ مادر خود عبور می‌کنند به دانشمندان اجازه داد تا با کمک روش معروف به گذر و بررسی منحنی نوری این سیاره‌ها نه‌تنها به وجود آن‌ها پی ببرند بلکه بتوانند تخمینی از ابعاد، مدار و حتی ترکیبات تشکیل‌دهندهٔ این سیاره‌ها به دست آورند.

## منظومه سیاره‌ای
| نام سیاره   | جرم           | نیم‌قطر بزرگ مداری (واحد نجومی) | تناوب مداری (روز) | خروج از مرکز | انحراف مداری | شعاع            | دما (C°)                       |
| ----------- | ------------- | ------------------------------ | ----------------- | ------------ | ------------ | --------------- | ------------------------------ |
| تراپیست-۱بی | ۰٫۸۵ جرم زمین | ۰٫۰۱۱۱۱                        | ۱٫۵۱۰۸۷۰۸۱        | <۰٫۰۸۱       | ۸۹٫۶۵        | ۱٫۰۸۶شعاع زمین  | {\displaystyle 118.65\pm 5.50} |
| تراپیست-۱سی | ۱٫۳۸ جرم زمین | ۰٫۰۱۵۲۲                        | ۲٫۴۲۱۸۲۳۳         | <۰٫۰۸۳       | ۸۹٫۶۷        | ۱٫۰۵۶ شعاع زمین | {\displaystyle 61.65\pm 4.70}  |
| تراپیست-۱دی | ۰٫۴۱ جرم زمین | ۰٫۰۲۱                          | ۴٫۰۴۹۶۱۰          | <۰٫۰۷۰       | ۸۹٫۷۵        | ۰٫۷۷۲ شعاع زمین | {\displaystyle 8.95\pm 4.00}   |
| تراپیست-۱ئی | ۰٫۶۲ جرم زمین | ۰٫۰۲۸                          | ۶٫۰۹۹۶۱۵          | <۰٫۰۸۵       | ۸۹٫۸۶        | ۰٫۹۱۸ شعاع زمین | {\displaystyle -27.05\pm 3.50} |
| تراپیست-۱اف | ۰٫۶۸ جرم زمین | ۰٫۰۳۷                          | ۹٫۲۰۶۶۹۰          | <۰٫۰۶۳       | ۸۹٫۶۸۰       | ۱٫۰۴۵ شعاع زمین | {\displaystyle -54}            |
| تراپیست-۱جی | ۱٫۳۴ جرم زمین | ۰٫۰۴۵                          | ۱۲٫۳۵۲۹۴          | <۰٫۰۶۱       | ۸۹٫۷۱۰       | ۱٫۱۲۷ شعاع زمین | {\displaystyle -75}            |
| تراپیست-۱اچ | نامعلوم       | ۰٫۰۶۳                          | ۱۸/۸۸             | نامعلوم      | ۸۹٫۸۰        | ۰٫۷۵۵ شعاع زمین | {\displaystyle -104}           |

در ۲۲ فوریه ۲۰۱۷ اخترشناسان خبر کشف چهار سیاره دیگر در مدار تراپیست-۱ را اعلام کردند. بدین ترتیب تعداد سیاره‌ها در مدار این ستاره به هفت سیاره رسید. اکنون وجود ۷ سیاره را در اطراف آن ستاره تراپیست-۱ تأیید شده که سه سیاره در کمربند حیات آن قرار دارند. البته این احتمال وجود دارد که هر هفت سیاره در کمربند حیات ستاره واقع شده باشند.
این هفت سیاره به ترتیب فاصله به نام‌های TRAPPIST-1 و با اندیس‌های f ,e ،d ,c ،b و h نام‌گذاری شده‌اند.
براساس این مطالعات معلوم شده‌است که حداقل شش مورد از این سیاره‌ها هم از نظر اندازه و هم از نظر آب و هوایی شرایطی مشابه زمین ما دارند. بر اساس یافته‌های این گروه همه سیاره‌های کشف‌شده در این منظومه از نظر ابعاد قابل‌مقایسه با سیاره زمین و زهره یا اندکی کوچک‌تر از این دو هستند. از سوی دیگر بررسی چگالی آن‌ها نشان می‌دهد که حداقل شش سیاره نزدیک‌تر به ستاره مادر، به احتمال زیاد ساختار سنگی دارند. این منظومه فراخورشیدی نه‌تنها تاکنون پرتعدادترین منظومه دارای سیاره‌های با ابعاد زمین است که همزمان میزبان پرتعدادترین سیاره‌هایی است که در کمربند حیات یک ستاره قرارگرفته‌اند. این امکان وجود دارد که این سیاره‌ها که بر سطح خود میزبان اقیانوس‌هایی از آب مایع باشد. اتفاقی که شانس وجود و رشد حیات در آن‌ها را به‌طور چشمگیری افزایش می‌دهد.

تراپیست-۱ به دلایل متعددی برای اخترشناسان دارای اهمیت است. اول اینکه ۷ سیاره تقریباً هم‌اندازه با زمین دارد که به دور ستاره می‌چرخند و سه تای آن‌ها، در کمربند حیات واقع شده‌اند. همچنین این کوتوله قرمز فراسرد، فقط ۴۰ سال نوری با ما فاصله دارد و همین هم مطالعه روی آن را ساده‌تر می‌کند. حتی احتمال می‌رود آب هم در این منظومه پیدا شود. حالا که تلسکوپ فضایی جیمز وب روی آن نشانه رفته‌است؛ دانشمندان می‌توانند صحت این موضوع را بررسی کنند. الیویا لیم، یکی از مدیران پروه JWST دراین‌باره می‌گوید:
ما روی ۴ سیاره در این منظومه زوم کرده‌ایم و می‌خواهیم ببینیم که سیارات تراپیست1 g , c، b و h اتمسفر دارند یا خیر؟ برای این منظور، روی شناسایی ویژگی‌های مولکولی؛ نظیر دی‌اکسید کربن، آب و اُزون در مسیر گذر آن‌ها متمرکز شده‌ایم.
نتایج این تحقیقات نه تنها جزئیات بیشتری از تراپیست-۱ و سیارات آن به ما ارائه می‌دهد؛ بلکه توانایی ما را برای حدس‌های آگاهانه دربارهٔ وجود حیات در سایر منظومه‌های فراخورشیدی، افزایش می‌دهد؛ مثلاً اگر دریابیم که سیارات سنگی نزدیک‌تر به خورشید، از اتمسفر تهی شده‌اند؛ می‌توانیم این را به سایر منظومه‌ها تعمیم داده و تعداد کاندیداهای میزبانی از حیات را کاهش دهیم. به گفتهٔ یکی دیگر از محققان این پروژه، جیکوب لاستیگ-ییگر:
این منظومه، فرصتی را برای تست مفهوم کمربند حیات در خارج از منظومه شمسی فراهم کرده‌است. تراپیست-۱ خیلی با خورشید فرق می‌کند و سیارات بسیار نزدیک به آن هستند. پس احتمالاً هنگام مطالعه روی آن‌ها، با غافلگیری‌های زیادی مواجه خواهیم شد و درک این سورپرایزها، می‌تواند مرزهای علم سیاره‌شناسی را جابه‌جا کند.